# 헨리 8세의 아내들

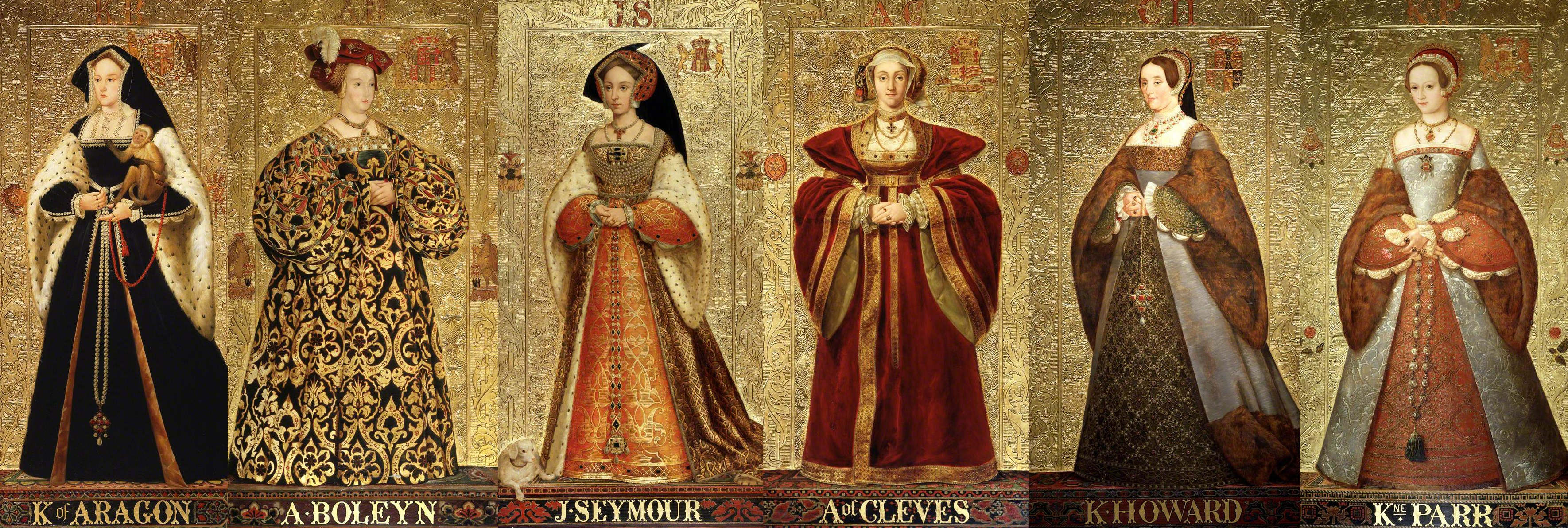
헨리 8세의 여섯 왕비, 의회를 위해 제작된 초상화

일반적으로 헨리 8세의 왕비는 헨리 8세 국왕이 1509년부터 1547년 사망할 때까지 맺었던 6명의 왕비를 말한다. 법적으로 (데 유레) 헨리에게는 세 명의 왕비만 있었는데, 그의 결혼 세 건이 잉글랜드 국교회에 의해 무효화되었기 때문이다. 혼인 무효는 결혼한 부부가 관계를 끝내는 이혼과 달리 진정한 결혼이 애초에 이루어지지 않았다고 선언하는 것이다. 헨리 8세는 첫 번째 왕비인 아라곤의 캐서린에 대해 자신이 원했던 대로 교황으로부터 혼인 무효를 승인받지 못했다. 헨리는 여섯 명의 왕비 외에도 몇몇 애인을 두었다.

## 왕비들
| 번호 | 이름            | 생존 기간                                       | 결혼 날짜 및 기간                                    | 결혼의 운명                | 자녀 및 운명 |
| ---- | --------------- | ----------------------------------------------- | ---------------------------------------------------- | -------------------------- | --- |
| 1    | 아라곤의 캐서린 | 1485년 12월 16일 – 1536년 1월 7일               | 1509년 6월 11일 – 1533년 5월 23일 (23년 11개월 12일) | 무효화됨                   | 메리 1세 여왕의 어머니. 1536년 1월 7일 사망.                                                                                    |
| 2    | 앤 불린         | c. 1501년 또는 1507년 – 1536년 5월 19일         | 1533년 5월 28일 – 1536년 5월 17일 (2년 11개월 19일)  | 불린 처형 2일 전 무효화됨  | 엘리자베스 1세 여왕의 어머니. 1536년 5월 19일 런던탑에서 참수됨.                                                                |
| 3    | 제인 시모어     | c. 1508년 – 1537년 10월 24일                    | 1536년 5월 30일 – 1537년 10월 24일 (1년 4개월 24일)  | 시모어 사망으로 종료됨     | 에드워드 6세 국왕의 어머니. 1537년 10월 24일, 출산 후 12일 만에 합병증(산욕열)으로 사망.                                        |
| 4    | 아나 폰 클레페  | 1515년 6월 28일 또는 9월 22일 – 1557년 7월 16일 | 1540년 1월 6일 – 1540년 7월 12일 (6개월 6일)         | 무효화됨                   | 자녀 없음. 재혼하지 않음. 헨리와 다른 왕비들보다 오래 살았음. 1557년 7월 16일 사망.                                             |
| 5    | 캐서린 하워드   | c. 1523년 – 1542년 2월 13일                     | 1540년 7월 28일 – 1542년 2월 13일 (1년 6개월 16일)   | 하워드의 참수형으로 종료됨 | 자녀 없음. 1542년 2월 13일 런던탑에서 참수됨.                                                                                   |
| 6    | 캐서린 파       | c. 1512년 7월/8월 – 1548년 9월 5일              | 1543년 7월 12일 – 1547년 1월 28일 (3년 6개월 16일)   | 헨리 사망으로 종료됨       | 자녀 없음. 헨리 8세에 의해 미망인이 됨. 토머스 시모어(헨리 8세의 세 번째 왕비인 제인 시모어의 오빠)와 재혼 1548년 9월 5일 사망. |

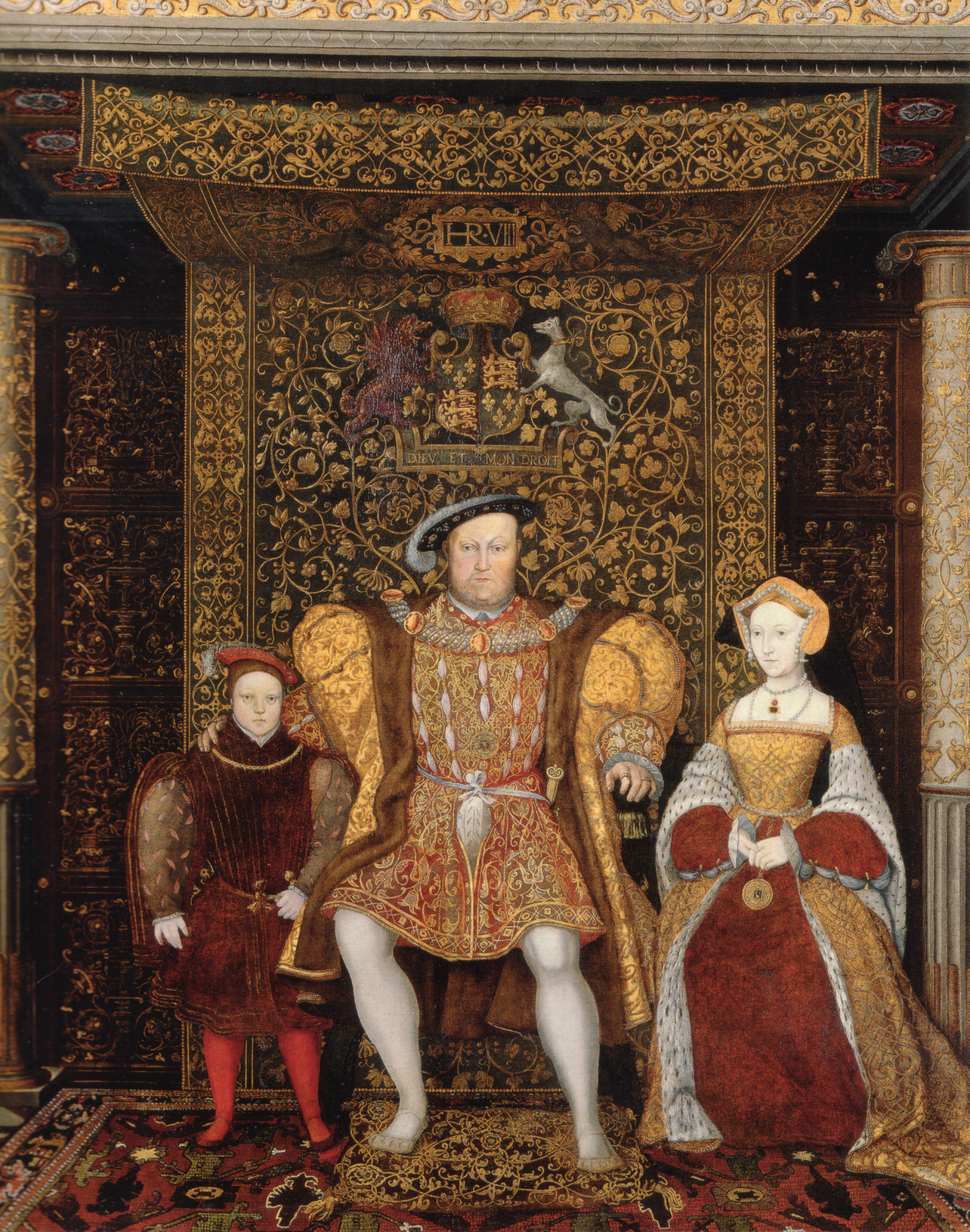
제인 시모어(오른쪽)는 헨리의 세 번째 왕비가 되었으며, 작가 미상의 그림에서 헨리, 그리고 어린 에드워드 왕자와 함께 1545년경에 그려졌다. 이 그림이 그려질 당시 헨리는 여섯 번째 왕비인 캐서린 파와 결혼한 상태였다.

헨리가 아라곤의 캐서린과 맺은 첫 결혼은 거의 24년간 지속된 반면, 이후의 다섯 결혼은 모두 합쳐 10년이 채 되지 않았다.

### 세부 사항
잉글랜드의 역사가이자 튜더가 전문가인 데이비드 스타키는 헨리 8세를 남편으로서 다음과 같이 묘사한다:
놀라운 것은 헨리 8세의 결혼 초기에는 그가 보통 매우 좋은 남편이었다는 점이다. 그는 그들에게 매우 다정했으며, 연구에 따르면 그는 일부 왕비들을 "내 사랑"이라고 불렀다고 한다. 그는 좋은 연인이었고, 매우 관대하여 왕비들에게 막대한 토지와 보석을 주었다. 그들은 임신했을 때도 지극히 배려를 받았다. 그러나 현재의 아내가 그를 기쁘게 하지 않거나 그의 짧은 성질을 건드리는 어떤 행동이라도 하면 결과가 따랐다. 헨리 8세의 왕비 중 두 명은 그의 명령으로 참수되었다.
헨리의 왕비들의 이름을 기억하기 위한 기억술은 "거만한 소년들은 영리해 보이지만, 하워드가 특히 그렇다(Arrogant Boys Seem Clever, Howard Particularly)"인데, 이는 대중문화에 알려진 왕비들의 성씨에서 따온 것이다.
왕비들의 운명을 나타내는 유명한 운율은 "이혼-참수-죽음-이혼-참수-생존"이다. 이 에피그램은 세계사를 공부하는 영미권 학생들에게 널리 알려져 있지만 몇 가지 역사적 각주를 고려해야 한다.
결혼의 운명에 관해서는, 앤 불린과의 결혼이 그녀의 참수 이틀 전에 무효화되었고, 아라곤의 캐서린과 아나 폰 클레페와의 결혼도 (시민적인) 이혼이 아닌 (종교적인) 혼인 무효였기 때문에 실제로는 "무효-무효-죽음-무효-참수-생존"이 되어야 한다. 아라곤의 캐서린과의 혼인 무효는 그녀가 아서에서 헨리 8세로 넘어가는 이전 이야기의 레트콘을 바탕으로 한 것이고, 아나 폰 클레페와의 혼인 무효는 첫날밤을 치르지 않았기 때문이다.
캐서린 파는 헨리 8세보다 오래 살았고 그들의 결혼 중 헨리 8세가 사망했을 때 미망인이 되었지만, 오래전에 혼인 무효가 된 아나 폰 클레페도 헨리 8세보다 오래 살았으며 그의 왕비들 중 마지막으로 사망했다.

### 후손 및 관계
아라곤의 캐서린, 앤 불린, 제인 시모어는 각각 헨리 8세에게 유아기를 넘긴 자녀를 한 명씩 낳았다: 딸 둘과 아들 하나. 이 세 자녀는 모두 결국 왕위에 올라 에드워드 6세, 메리 1세 여왕, 그리고 엘리자베스 1세 여왕이 되었다. 게다가, 헨리는 베시 블런트와의 관계에서 사생아 아들인 헨리 피츠로이를 두었다.
불충 혐의로 참수된 앤 불린과 캐서린 하워드는 사촌이었다. 제인 시모어는 불린과 하워드 모두의 재종사촌이었다. 헨리의 왕비들 중 여러 명이 다른 왕비를 섬겼는데, 일반적으로 시녀로 일했다. 불린은 아라곤의 캐서린을 섬겼다. 시모어는 아라곤과 불린 모두를 섬겼다. 하워드도 그녀의 전임자인 아나 폰 클레페를 섬겼다.
헨리 8세와 그의 왕비들은 공동 조상으로부터 내려온다.

## 아라곤의 캐서린

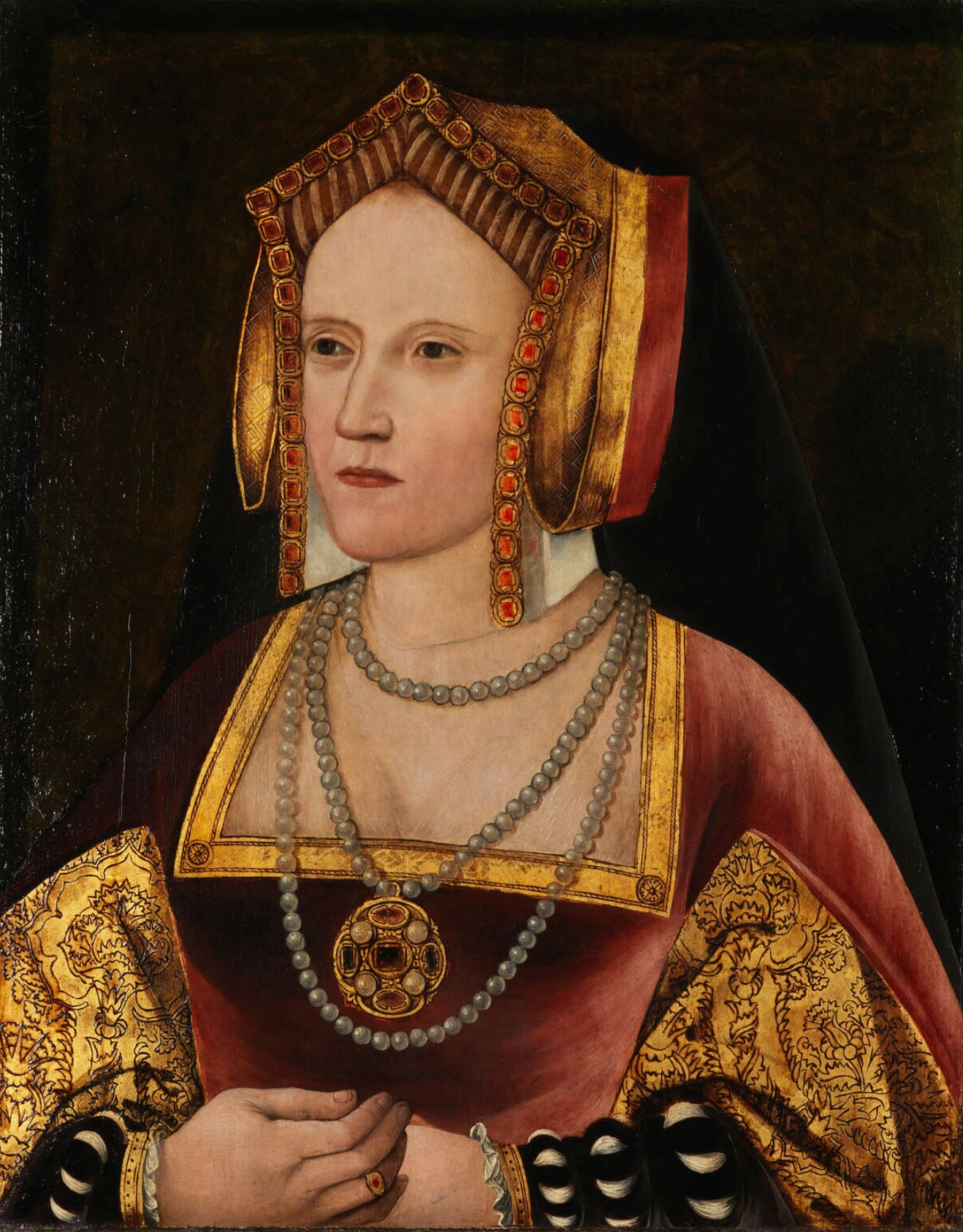
아라곤의 캐서린

아라곤의 캐서린 (1485년 12월 16일 – 1536년 1월 7일; 스페인어: Catalina de Aragón)은 헨리의 첫 번째 왕비였다. 현대 자료에서는 그녀의 이름이 캐서린으로 가장 흔히 철자되지만, 그녀는 자신의 이름을 "K"로 철자하고 서명했는데, 이는 당시 영국에서 허용되는 철자법이었다.
캐서린은 원래 헨리의 형인 아서와 결혼했다. 그녀는 아서보다 한 살, 헨리보다 여섯 살 많았다. 아서가 1502년 유행성 발한병으로 사망한 후, 헨리 7세로부터 그녀가 헨리와 결혼할 수 있도록 교황의 허가가 얻어졌지만, 결혼은 헨리가 17세, 캐서린이 23세였던 1509년에 그가 왕위에 오를 때까지 이루어지지 않았다. 캐서린은 곧 임신했지만, 딸은 사산되었다. 그녀는 1510년에 다시 임신하여 1511년에 콘월 공작 헨리를 낳았지만, 그는 거의 두 달 후에 사망했다. 그녀는 1513년에 사산된 아들을 낳았고, 1515년에는 몇 시간 만에 사망한 또 다른 아들을 낳았다. 마침내 30세에 그녀는 1516년에 건강한 딸인 메리를 낳았다. 메리를 낳은 후 캐서린은 "우리는 둘 다 젊다. 이번에 딸이라면, 신의 은총으로 아들들이 뒤따를 것이다"라고 말했다고 한다. 불행히도 그녀는 헨리가 그토록 간절히 원했던 아들을 낳지 못했다. 그녀가 다시 임신하기까지는 2년이 걸렸고, 그 임신은 단명한 딸로 끝났다.
헨리 8세는 진정으로 아라곤의 캐서린을 사랑했다고 한다. 그는 여러 번 그렇게 고백했다. 그러나 헨리 8세는 튜더 왕조를 이을 아들이 없다는 것에 대해 걱정하기 시작했다.
헨리 8세는 이 결혼 기간 내내 몇몇 애인을 두었는데, 그중에는 엘리자베스 블런트도 있었으며, 그녀와의 사이에서 사생아인 헨리 피츠로이를 낳았다. 그는 또한 토머스 불린, 프랑스 주재 영국 대사의 딸인 메리 불린과도 불륜 관계를 가졌다. 나중에 헨리는 캐서린의 시녀인 메리의 여동생 앤 불린에게 관심을 돌렸다. 여동생과 달리 앤은 그의 정부가 되는 것을 거부했다. 헨리는 앤에게 많은 연애편지를 썼고 빠르게 그녀에게 반했다. 1520년대 후반이 되자 캐서린(당시 40대 중반)이 더 이상 자녀를 낳지 못할 것이 분명해졌고, 적자 아들을 간절히 원했던 헨리는 앤과 결혼할 계획을 세웠다.
당시 로마 가톨릭 신자였던 헨리 8세는 캐서린이 형의 아내였다는 이유로 혼인 무효를 위해 교황의 승인을 구했다. 헨리 8세는 "제 형제의 아내를 데리고 사는 것은 추한 짓이다. 그것은 제 형제의 부끄러운 곳을 벗긴 것이므로 그가 후손을 보지 못하리라." 라는 구약성경 레위기 20장 21절의 한 구절을 인용했다. 교황이 결혼 무효를 거부했음에도 불구하고, 헨리는 1531년에 캐서린과 헤어졌다; 캐서린은 45세, 헨리는 40세였다. 그는 캔터베리 대주교 토머스 크랜머에게 법정을 소집하라고 명령했다. 1533년 5월 23일, 크랜머는 캐서린과의 결혼이 무효라고 판결했다. 1533년 5월 28일, 그는 국왕이 앤(헨리는 이미 앤과 비밀리에 결혼 서약을 주고받았다)과 법적으로 결혼했다고 선언했다. 이로 인해 잉글랜드는 로마 가톨릭 교회와 결별하고 그 교회의 관할권에서 분리된 잉글랜드 국교회가 설립되었다.
앤 불린과 결혼한 직후 헨리는 캐서린을 멀리 보냈다. 그녀는 50세에 고립된 상태로 사망할 때까지 헨리나 딸 메리를 다시는 보지 못했다.
윌리엄 셰익스피어는  희곡〈헨리 8세〉에서 캐서린을 "세상의 여왕들 중 으뜸" (2.4.138)이라고 불렀다.

## 앤 불린

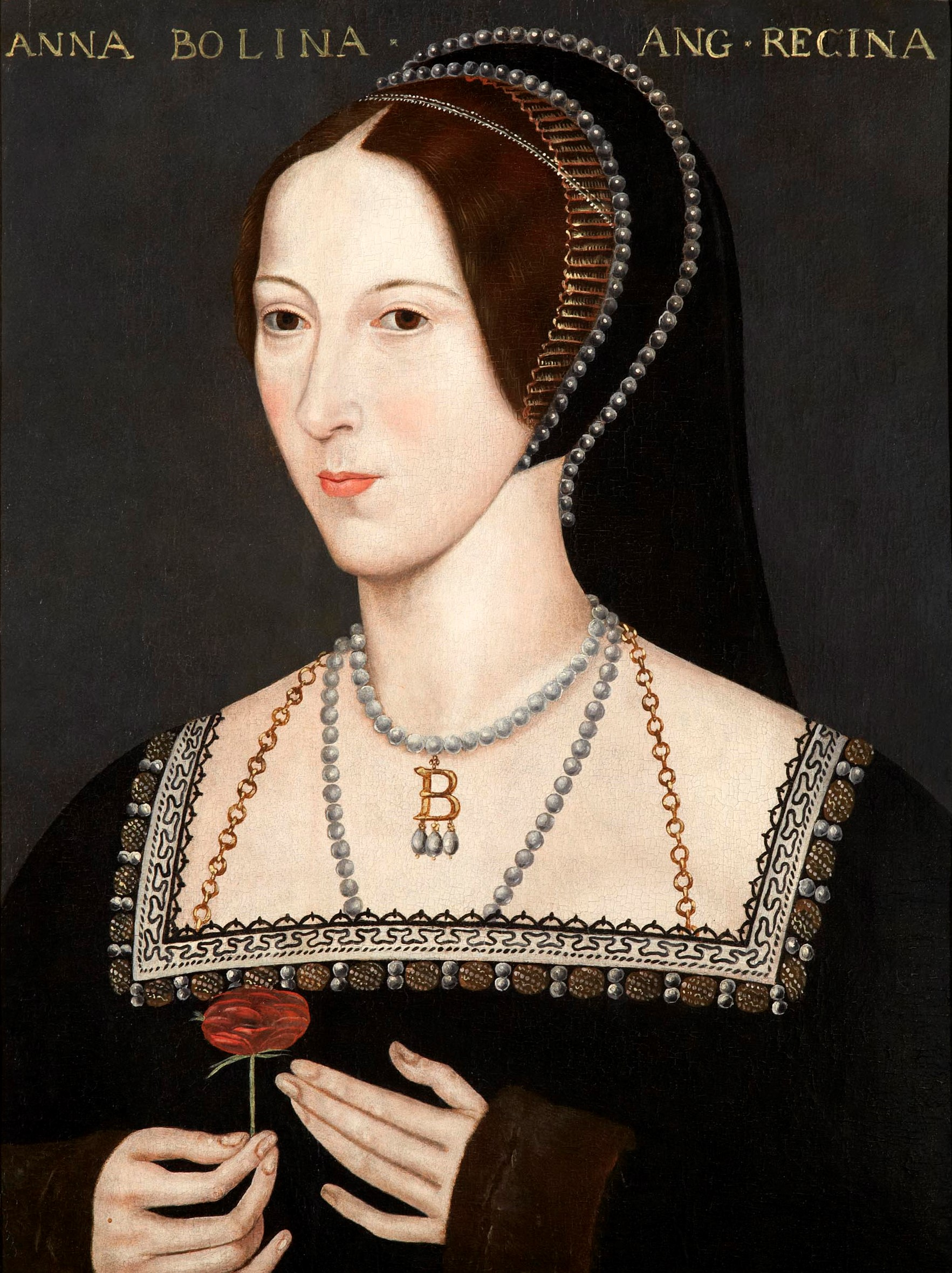
앤 불린

앤 불린 (c. 1501년 또는 1507년 – 1536년 5월 19일)은 헨리 8세의 두 번째 왕비이자 엘리자베스 1세의 어머니였다. 헨리의 앤과의 결혼과 그녀의 후기 처형은 잉글랜드의 종교 개혁 초기의 정치적, 종교적 격변에 있어 핵심 인물이 되게 했다. 그녀는 토머스 불린 경과 제2대 노퍽 공작 토머스 하워드의 딸인 엘리자베스 하워드의 딸이었다. 그녀는 검은 머리에 아름다운 용모와 활기찬 태도를 지녔으며, 유럽에서 오스트리아의 마르가레테에게 교육받았다. 그 후 프랑스로 이주하여 몇 년간 주로 클로드 왕비의 시녀로 살았다.
앤은 국왕의 유혹적인 편지 시도에 저항했고, 언니 메리 불린처럼 그의 정부가 되는 것을 거부했다. 곧 왕의 모든 욕망은 그의 아내 아라곤의 캐서린과의 결혼을 무효화하고 앤과 결혼하는 것을 확보하는 데 집중되었다. 그는 그들 사이의 친밀감을 증명하는 연애편지를 썼는데, 거기서 그는 그녀의 "예쁜 오리들"(가슴)을 칭찬했다. 결국 교황 클레멘스 7세가 국왕에게 혼인 무효를 허락할 가능성이 낮다는 것이 분명해지자, 헨리 8세는 앤 불린에 대한 현재의 집착 때문에 잉글랜드에서 가톨릭 교회의 권력을 깨뜨리기 시작했다. 이것이 잉글랜드의 종교 개혁을 촉발시켰다.
헨리는 토머스 울지 추기경을 공직에서 해임하고 나중에 불린 가문의 채플린인 토머스 크랜머를 캔터베리 대주교로 임명했다. 1532년 11월 14일, 헨리 8세와 앤은 비밀리에 결혼식을 올렸다. 헨리 8세는 41세였고, 앤은 20대 후반이었다. 그녀는 곧 임신했고 1533년 1월 25일 런던에서 두 번째 공식 결혼식이 거행되었다. 1533년 5월 23일, 크랜머는 헨리 8세와 캐서린의 결혼을 무효로 선언했다. 5일 후, 크랜머는 헨리 8세와 앤의 결혼이 유효하고 합법적이라고 선언했다. 얼마 지나지 않아 교황은 국왕과 대주교에 대한 파문 선고를 내렸다. 앤과 국왕의 결혼으로 인해 잉글랜드 국교회는 로마와 결별하고 국왕의 통제하에 놓이게 되었다. 앤은 1533년 6월 1일 잉글랜드 왕비로 즉위했으며, 9월 7일 헨리의 두 번째 딸인 엘리자베스를 낳았다. 1536년까지 그녀는 몇 차례 유산을 겪었고, 아들을 낳는 데 실패했다. 헨리 8세는 앤에게 싫증을 느끼고 아들을 기다리는 데 지쳐갔다; 그는 다른 정부를 찾았고, 앤의 전 동맹인 토머스 크롬웰은 그녀를 제거할 음모를 꾸몄다.
설득력 없는 증거에도 불구하고, 그녀는 오빠 조지 불린과 다른 남자들과 성관계를 가졌다는 혐의로 유죄 판결을 받았고, 헨리 8세가 그녀와의 결혼을 단 이틀 전에 무효화시킨 후인 1536년 5월 19일 간통·근친상간·대역죄로 참수되었다. 1558년 딸 엘리자베스 1세가 즉위한 후, 앤은 특히 존 폭스의 저작물 덕분에 잉글랜드 종교 개혁의 순교자이자 영웅으로 추앙받았다. 수 세기 동안 그녀는 수많은 예술 및 문화 작품에 영감을 주거나 언급되었다.

## 제인 시모어

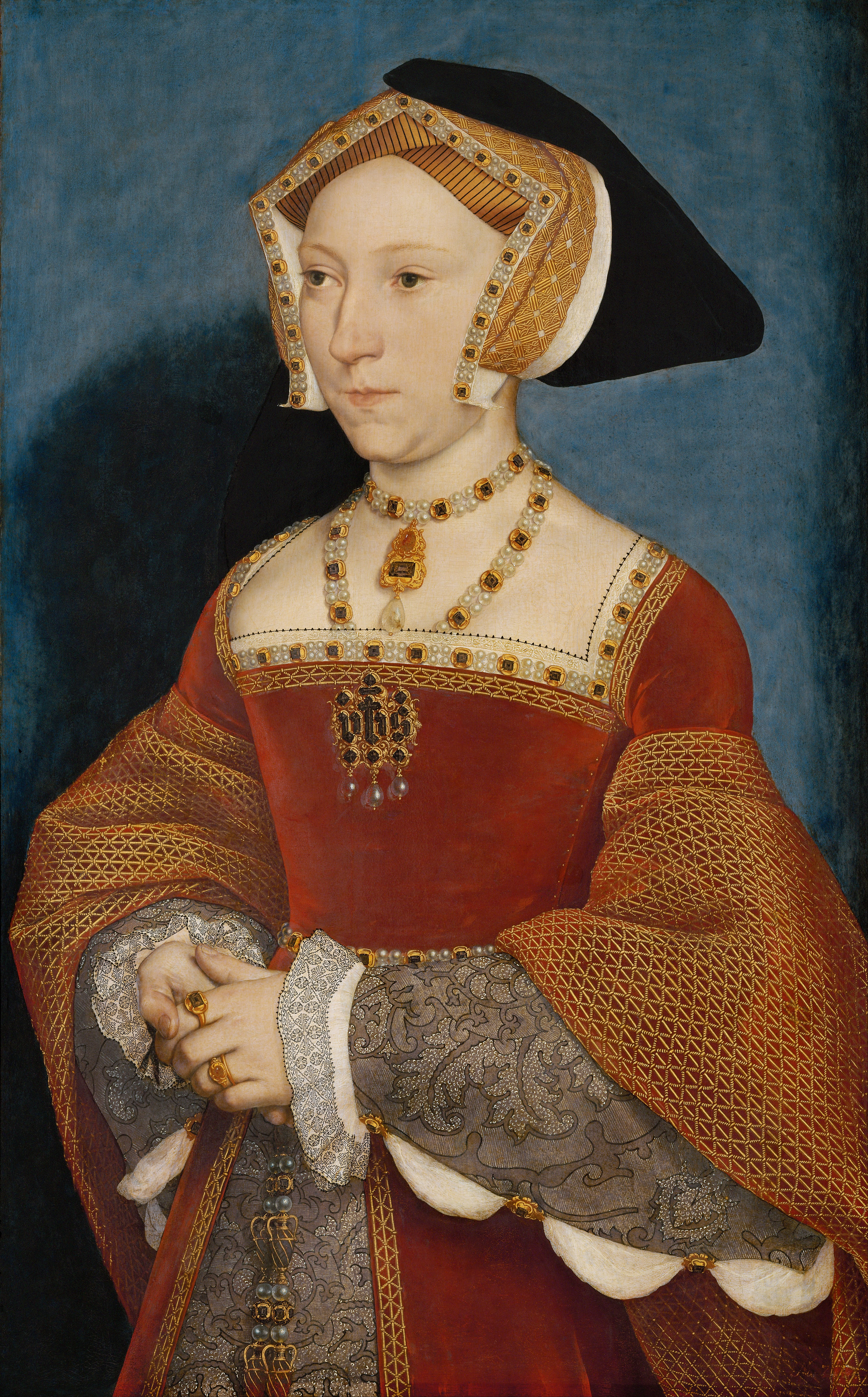
제인 시모어

제인 시모어 ( 1508c. – 1537년 10월 24일)는 헨리의 세 번째 왕비였다. 그녀는 처음에는 1532년부터 아라곤의 캐서린의 하녀로 일했고, 그 다음에는 앤 불린의 시녀 중 한 명이었다.
기사인 존 시모어 경과 마저리 웬트워스의 딸인 제인은 아마도 윌트셔의 울프홀에서 태어났을 것이다. 하지만 서머셋의 웨스트 바우어 매너도 거론되기도 한다. 그녀는 헨리의 다른 왕비들보다 신분이 낮았고, 글을 읽고 쓰는 능력도 미미했지만, 당시 여성들에게 훨씬 더 필요하다고 여겨졌던 자수와 가정 관리에 훨씬 능숙했다.
1536년 1월, 국왕은 차분하고 금발의 제인에게 관심을 가졌다. 그녀는 앤 여왕과는 정반대의 인물이었다. 1536년 5월 앤이 반역죄로 체포되자 제인은 곧 왕실 거처로 옮겨졌다.
제인은 앤 불린이 처형된 지 11일 후인 1536년 5월 30일, 런던 화이트홀의 화이트홀궁에서 헨리와 결혼했다. 제인은 28세였고 헨리 8세는 44세였다. 왕비가 된 제인 시모어는 평화로운 성품으로 알려졌다. 그녀는 헨리 8세와 그의 딸 메리 사이의 불안정한 관계를 회복시켰다.
결혼 후 약 1년 반 뒤, 제인은 남자 상속인인 에드워드를 낳았으나, 12일 뒤 산욕열로 사망했다. 제인은 왕실 장례가 거행된 유일한 왕비였다. 헨리 8세가 사망했을 때, 그는 윈저성 세인트 조지 예배당에 그녀 옆에 묻히기를 선택했다. 이 결정이 순전히 감정적인 것이었는지, 아니면 젊은 상속인 에드워드의 정통성을 강화하기 위한 정치적 신호였는지, 혹은 둘 다였는지는 불분명하다.

## 아나 폰 클레페 공녀

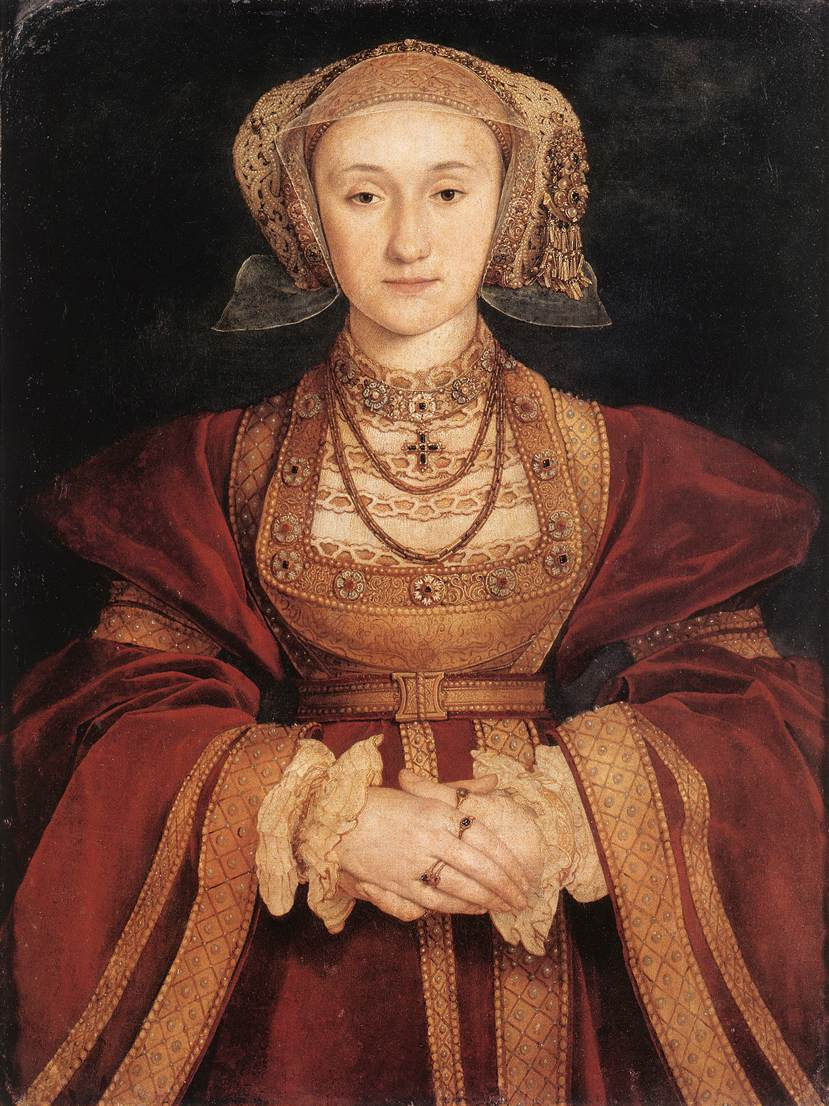
아나 폰 클레페

아나 폰 클레페 (c. 1515년 9월 22일 – 1557년 7월 16일)는 독일 공주이자, 헨리의 네 번째 왕비이자 잉글랜드의 왕비였지만, 1540년 1월 6일부터 7월 9일까지 단 6개월간만 왕위에 있었다. 헨리는 그녀를 "플랑드르 암말"이라고 불렀을 수도 있으며, 그 별명은 그대로 남아 있다.
어린 시절 아나는 장차 로렌 공작이 될 프랑수아와 약혼했지만, 그 계획은 결실을 맺지 못했다. 1539년, 헨리 8세의 재상 토머스 크롬웰은 잉글랜드와 클레베 사이의 동맹을 맺었고, 헨리는 아나를 그의 네 번째 왕비로 고려하기 시작했다. 아나 폰 클레페의 초상화는 한스 홀바인이 그렸고 헨리 왕에게 평가를 위해 보내졌다. 그녀의 오빠인 윌리엄은 홀바인이 아나와 그녀의 여동생 아말리아의 얼굴을 직접 보며 그리는 것을 허락하지 않았기 때문에, 그들은 그림을 그릴 때 베일을 써야 했다. 헨리는 아나의 초상화를 마음에 들어 했고 그녀를 자신에게 보내달라고 했다. 그녀가 도착했을 때, 헨리는 감명받지 못했다. 헨리는 그녀가 초상화와 닮지 않았다고 불평했다. 로렌의 프랑수아 1세와의 혼전 계약이 6개월 후 혼인 무효의 근거로 인용되었다. 아나는 결혼이 성사되지 않았다고 주장하며 혼인 무효에 저항하지 않았고, 불린 가문의 옛집인 히버 성을 포함한 후한 정착금을 받았다. 그녀는 "국왕의 사랑하는 누이"라는 칭호를 받았고 평생 동안 그와 그의 자녀들의 친구였다; 아나 폰 클레페는 헨리 8세의 가장 나이 많은 생존 딸인 메리와 거의 같은 나이였다. 그녀는 헨리 왕과 그의 다른 모든 왕비들보다 오래 살았으며, 1557년 7월 16일 첼시 올드 매너에서 사망했다; 그녀의 사망 원인은 암이었을 가능성이 가장 높다. 그녀는 8월 3일 웨스트민스터 사원에 묻혔다.

## 캐서린 하워드

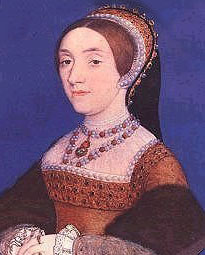
캐서린 하워드

캐서린 하워드 (c. 1524년 – 1542년 2월 13일), 또는 캐서린으로도 철자되는 그녀는 1540년에서 1542년 사이에 헨리의 다섯 번째 왕비였다. 그녀는 에드먼드 하워드 경과 조이스 컬페퍼의 딸이자 앤 불린의 사촌, 제인 시모어의 재종사촌, 그리고 토머스 하워드, 제3대 노퍽 공작의 조카였다. 그녀는 의붓할머니 아그네스 하워드, 노퍽 공작부인의 집에서 자랐다. 그녀의 삼촌 노퍽 공작은 헨리 궁정의 저명한 정치인이었고; 그는 1540년 헨리의 네 번째 왕비인 아나 폰 클레페의 가문에 그녀의 자리를 마련해 주었고, 그곳에서 캐서린은 국왕의 관심을 사로잡았다. 그녀는 앤과의 결혼이 무효화된 지 단 19일 후인 1540년 7월 28일 서리의 오틀랜즈 궁전에서 그와 결혼했다. 그는 49세였고, 그녀는 여전히 10대였으며, 약 16~18세였다.
1541년 11월 1일, 헨리는 그녀가 의붓할머니와 살던 시절 사적인 음악 레슨을 가르쳤던 헨리 맨녹스, 그리고 공작부인의 비서였던 프랜시스 디어햄 (그녀와 성적인 관계를 가졌던 것으로 보임)과 그녀의 먼 사촌인 토머스 컬페퍼와의 불륜 혐의에 대해 통보받았다. 캐서린은 1541년 11월에 왕비 칭호를 박탈당했고, 1542년 2월 간통죄로 반역죄를 저질렀다는 이유로 참수되었다.

## 캐서린 파

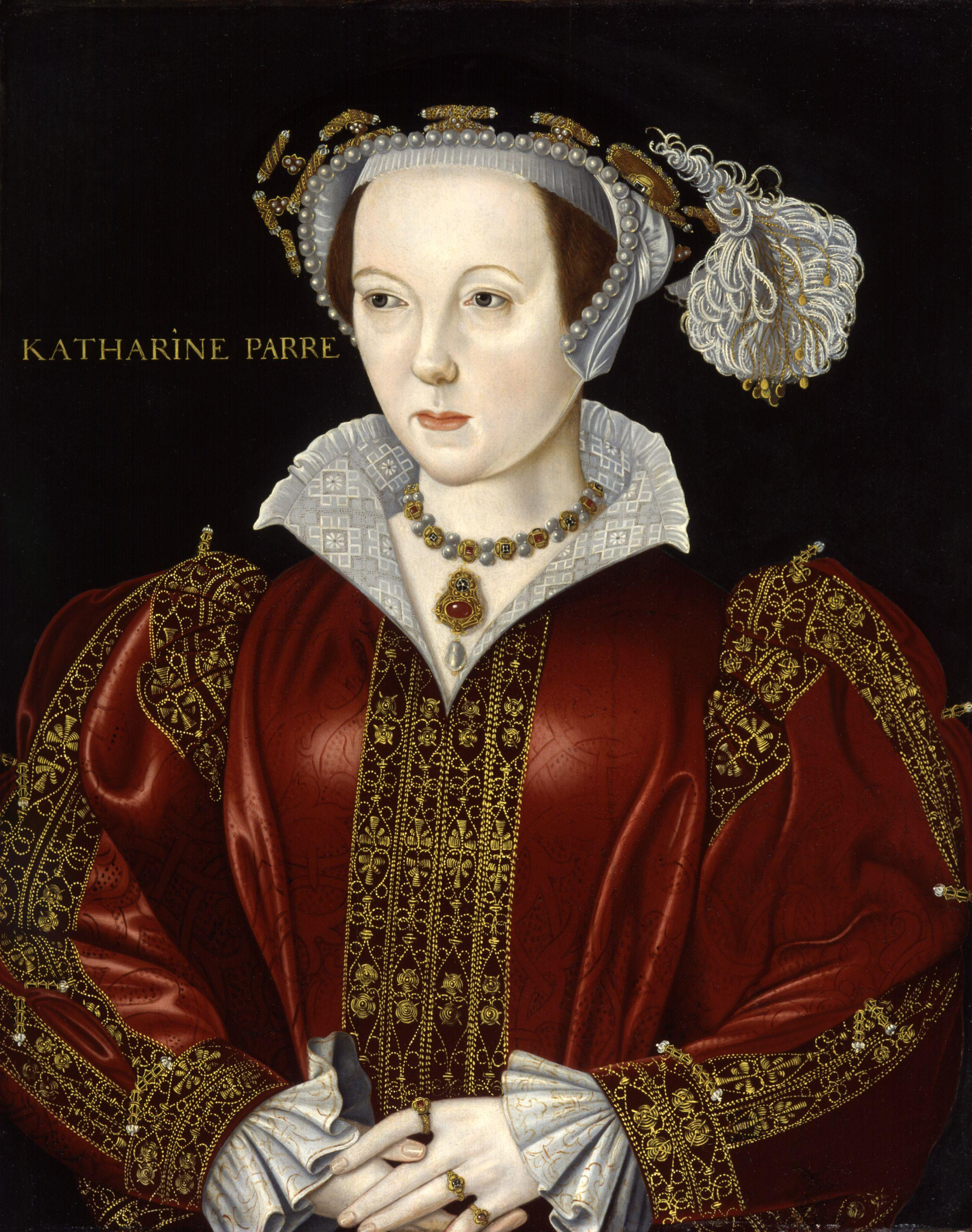
캐서린 파

캐서린 파 (1512년 – 1548년 9월 5일), 또는 캐트린으로도 철자되는 그녀는 1543년에서 1547년까지 헨리 8세의 여섯 번째이자 마지막 왕비였다. 그녀는 켄들의 토머스 파 경과 그의 아내 모드 그린의 딸이었다. 아버지 쪽으로는 캐서린은 에드워드 3세 국왕의 아들인 존 오브 곤트의 후손이었다. 존 오브 곤트의 딸 조안 보퍼트, 웨스트모얼랜드 백작부인(헨리의 고고조모)을 통해서는 헨리의 3촌 관계로 한 대 아래였다. 존 오브 곤트의 다른 자녀인 존 보퍼트, 제1대 서머싯 백작을 통해 헨리의 부계 혈통을 거슬러 올라가면, 두 사람은 또한 4촌 관계로 한 대 아래였다.
캐서린은 헨리 궁정을 그의 자녀들을 위한 가족의 집으로 회복시키는 데 자신이 유능하다는 것을 보여주었다. 그녀는 단합을 통해 힘을 보여주기 위해 왕실 가정을 화목한 가정으로 제시하기로 결심했다. 아마 캐서린의 가장 중요한 업적은 제3차 왕위 계승법 통과에 대한 그녀의 역할일 것이다. 이 법은 메리와 엘리자베스 모두 그들의 부모의 결혼이 무효화되어 서자 신분이었음에도 불구하고 왕위 계승 서열에서 그들의 위치를 확정시켰다. 이 법이 통과될 당시 캐서린 파는 31세, 메리는 27세, 엘리자베스는 10세, 그리고 헨리는 52세였다. 헨리는 캐서린을 너무나 신뢰하여 그가 프랑스 전쟁에 참전하는 동안 섭정으로 통치하도록 그녀를 선택했고, 그가 사망할 경우 아홉 살 된 에드워드가 성년이 될 때까지 섭정 역할을 하도록 했다. 그러나 헨리가 1547년에 사망했을 때, 에드워드 시모어, 초대 서머싯 공작이 섭정 위원회에 의해 섭정으로 임명되면서 효과적으로 그 자리를 차지했다.
캐서린은 또한 역사에 특별한 자리를 차지하고 있는데, 그녀는 총 네 명의 남편을 두었던 잉글랜드에서 가장 많이 결혼한 왕비였기 때문이다; 헨리는 그녀의 세 번째 남편이었다. 그녀는 헨리와 결혼하기 전에 두 번 미망인이 되었다. 헨리 사망 후, 그녀는 헨리와 결혼하기 전부터 애착을 가졌던 에드워드 왕자의 삼촌인 토머스 시모어와 결혼했다. 그녀는 시모어와의 사이에서 메리 시모어라는 자녀를 한 명 두었으나, 출산 직후 35세 또는 36세의 나이로 사망했다. 시모어는 1549년 반역죄로 처형되었다. 메리 시모어의 역사는 알려져 있지 않지만, 그녀는 유아기를 넘기지 못한 것으로 여겨진다. 그녀는 윈치컴 마을의 수들리 성에 묻혀 있다.

## 조상
틀:Henry VIII의 왕비들의 가계도

## 문장
| 문장 | 아미거 (왕비 재위 기간)       | 설명 | 휘장 |
| ---- | ----------------------------- | --- | ---- |
|      | 아라곤의 캐서린 1509–1533     | 왕실 문장에 그녀의 부모인 가톨릭 군주의 문장이 합쳐져 있다. 문장 기술: - 쿼터링, 1분기 및 4분기 대분기; 쿼터링, 굴레스, 황금색 성 (카스티야), 아르장, 자주색 사자 (레온). - 2분기 및 3분기 대분기; 황금색, 굴레스색 네 개의 팔렛 (아라곤), 합쳐서, 황금색, 굴레스색 네 개의 팔렛, 그리고 측면에는 검은색 독수리 (시칠리아)가 펼쳐져 있다. - 하단 중앙; 아르장, 제 모습의 석류 (그라나다). 방패잡이: - 오른쪽: 제왕의 관을 쓴 황금색 사자. - 왼쪽: 성 요한의 독수리인 검은색 사도적 독수리, 날개를 들고 황금색 사지. 휘장: - 석류, 장미, 화살 묶음. 왼쪽 방패잡이는 그녀의 아버지 페란도 2세의 문장에서 유래했으며, 그는 단두의 사도적 독수리 가슴에 자신의 방패를 표시했다. 캐서린의 휘장은 무어인으로부터 그라나다 정복을 기념하는 것이었으며, 스페인 궁수들의 우수성이 승리를 거두었다. 두 휘장은 모두 튜더 장미(헨리의 왕조 상징)와 결합되었다. |      |
|      | 앤 불린 1533–1536             | 왕실 문장에, 펨브로크 후작으로서의 그녀 자신의 문장이 합쳐져 있으며, 이는 비록 멀리 떨어져 있지만 여러 조상들을 암시한다. 문장 기술: - 6등분 사분기, 1분기, 2분기, 3분기는 명예 증대, 1분기; 굴레스, 세 마리 황금색 사자, 아주르색 레이블, 각 끝에 세 개의 황금색 플뢰르 드 리 (랭커스터 공국), 2분기; 아주르, 황금색 세메 드 리, 세 끝의 굴레스색 레이블 (앙주-나폴리), 3분기; 굴레스, 황금색 사자 (아키텐). - 4분기; 쿼터링, I과 IV, 황금색, 아주르색 들여쓴 셰프 (버틀러), II와 III, 아르장, 검은색 사자, 굴레스색 왕관 (로치포드). - 5분기; 굴레스, 세 마리 황금색 사자, 아르장색 세 끝의 레이블 (브라더턴의 토머스). - 6분기; 체키 황금색과 아주르색 (워렌). 방패잡이: - 오른쪽: 왕실 왕관을 목에 두르고 거기서부터 뒤로 젖혀진 사슬이 달린 황금색 표범. - 왼쪽: 은색 수 그리핀, 황금색 무장 및 술, 유사하게 목에 두르고 사슬이 달림. 휘장: - 왕관을 쓴 매가 홀을 잡고 있다. 저명한 고미술학자이자 문장학자인 찰스 부텔은 다음과 같이 논평했다: "앤 불린 여왕의 문장은 헨리 8세가 자신의 배우자들에게 부계 문장에 '증강'을 부여하는 관행을 처음으로 예시한 것이다. 이는 두 번째 튜더 군주 아래에서 문장학의 퇴보된 상태를 놀랍도록 보여주는 예이다." 오른쪽 방패잡이는 기옌 (아키텐)의 표범을 나타내려 했다. 왼쪽 방패잡이는 올먼드 백작(버틀러)의 후손인 불린 가문의 휘장에서 유래한 문장 속 동물이다. 매 휘장은 앤이 펨브로크 백작부인으로서 부여받았으며, 이 휘장은 그녀의 딸 엘리자베스 1세 여왕도 사용했다. |      |
|      | 제인 시모어 1536–1537         | 왕실 문장에, 그녀 자신의 문장과 시모어 가문의 문장이 합쳐져 있다. 문장 기술: - 6등분 사분기, 1분기; 증강, 황금색, 굴레스색 파일 위에, 여섯 개의 아주르색 플뢰르 드 리 사이에, 세 마리 황금색 사자. - 2분기; 굴레스, 황금색 루어 안에 합쳐진 두 개의 날개 (시모어). - 3분기; 베어 아주르색과 아르장색 (보챔프). - 4분기; 아르장, 세 마리 반 사자, 굴레스색 (스티니). - 5분기; 퍼 벤드, 아르장색과 굴레스색, 세 개의 장미, 벤드와 반대색 (맥윌리엄스). - 6분기; 아르장, 굴레스색 벤드 위에, 세 개의 황금색 표범 머리. 방패잡이: - 오른쪽: 왕실 왕관을 쓴 황금색 사자. - 왼쪽: 은색 유니콘. 휘장: - 튜더 장미 사이에 성에서 솟아나는 불사조. 제인 여왕의 또 다른 방패잡이 세트는 다음과 같다고 한다: "오른쪽은 은색 유니콘, 왕관을 쓰고 발굽은 황금색, 흰 데이지와 붉은 장미의 이중 화환으로 목걸이를 하고; 왼쪽은 화려하게 채색된 줄무늬의 불타는 표범, 파테 십자가와 플뢰르 드 리가 번갈아 있는 왕관을 목에 두르고 황금색 사슬이 달린 것." 불꽃에서 솟아나는 불사조 휘장은 그녀의 아들 에드워드 6세 국왕에 의해 사후에 그녀의 모계 친척(서머싯 공작이 됨)에게 부여되었으며, 이들은 오늘날까지도 이를 문장의 문장으로 사용하고 있다. |      |
|      | 아나 폰 클레페 1540년 1월–7월 | 왕실 문장에, 그녀의 아버지 요한 3세, 클레베 공작의 문장이 합쳐져 있다. 문장 기술: - 7등분 사분기, 상단에 네 개, 하단에 세 개, 1분기; 굴레스, 아르장색 이네스쿠천, 전체에 황금색 에스카분클 (클레베). - 2분기; 황금색, 검은색 사자 (율리히). - 3분기; 아주르, 황금색 왕관을 쓴 사자 (슈바르츠부르크). - 4분기; 아르장, 이중 꼬리 굴레스색 사자, 황금색 왕관 (림뷔르흐 공국 (중세)). - 5분기; 황금색, 아르장색과 굴레스색 체키 페스 (마르크). - 6분기; 아르장, 굴레스색 사자, 아주르색 왕관 (베르크). - 7분기; 아르장, 세 개의 굴레스색 셰브론 (라벤스베르크). 또는 클레베 문장만 사용, 문장 기술: - 굴레스, 아르장색 이네스쿠천, 전체에 황금색 에스카분클 (클레베) 휘장: - 검은색 사자 - 황금색 에스카분클 검은 사자 휘장은 그녀의 어머니 율리히-베르크의 마리아에서 유래한 것으로 보이며, 그녀는 윌리엄 4세, 율리히-베르크 공작의 유일한 상속인이었다. |      |
|      | 캐서린 하워드 1540–1541       | 왕실 문장에, 왕이 부여한 그녀 자신의 문장이 합쳐져 있다. 그녀의 문장은 그녀의 가족인 하워드 가문의 문장을 포함했다. 캐서린의 아버지 에드먼드 하워드 경은 토머스 하워드, 제2대 노퍽 공작의 셋째 아들이었다. 문장 기술: - 4등분 사분기, 1분기 및 4분기는 증강, 1분기; 아주르, 세 개의 플뢰르 드 리, 황금색 팔레 안에, 두 개의 에르민색 플라스체 사이에, 각각 굴레스색 장미가 새겨져 있다. - 2분기; 굴레스, 세 마리 황금색 사자, 아르장색 세 끝의 레이블 (브라더턴의 토머스). - 3분기; 굴레스, 아르장색 십자 피칠레 여섯 개 사이에 벤드, 벤드에 증강으로 새겨진, 반 사자만 있는 스코틀랜드 왕실 방패, 화살로 입이 꿰뚫려 있다 (하워드). - 4분기; 아주르, 두 마리 잉글랜드 사자, 방패 가장자리에 황금색 반 플뢰르 드 리 네 개가 새겨져 있다. 방패잡이: - 오른쪽: 왕실 왕관을 쓴 황금색 사자. - 왼쪽: 하워드 가문의 흰 말. |      |
|      | 캐서린 파 1543–1547           | 왕실 문장에, 왕이 부여한 그녀 자신의 문장이 합쳐져 있다. 이 문장은 그녀의 가족과 아버지 토머스 파 경의 작위를 암시한다. 문장 기술: - 6등분 사분기, 1분기; 증강, 아르장, 굴레스색 파일 위에, 여섯 개의 굴레스색 장미 사이에, 세 개의 아르장색 다른 장미. - 2분기; 아르장, 두 개의 아주르색 바, 검은색 잉그레일드 보더 안에 (파). - 3분기; 황금색, 세 개의 검은색 물통 (켄들의 로스). - 4분기; 베어리, 굴레스색 페스 (마미온). - 5분기; 아주르, 하단에 엮인 세 개의 셰브론, 황금색 셰프 (피츠휴). - 6분기; 베르트, 세 마리 황금색 사슴 (그린). 방패잡이: - 오른쪽: 왕실 왕관을 쓴 황금색 사자. - 왼쪽: 화려하게 채색된 줄무늬의 불타는 표범, 파테 십자가와 플뢰르 드 리가 번갈아 있는 왕관을 목에 두르고 황금색 사슬이 달림. 휘장: - 왕관을 쓴 처녀의 머리가 큰 튜더 장미에서 솟아난다. 왼쪽 방패잡이는 그녀의 외할아버지 윌리엄 피츠휴, 제4대 피츠휴 남작에게서 물려받은 것이다. 그녀의 휘장은 왕에 의해 부여되었으며, 헨리의 튜더 장미 휘장과 왕비 가문이 이전에 사용했던 휘장을 결합한 것이다. 파 가문은 "가슴 아래가 잘리고 에르민과 황금색 옷을 입고, 머리카락은 황금색이며, 관자놀이는 붉은색과 흰색 장미로 둘러싸인 처녀의 머리"를 휘장으로 사용했다. 이는 그들이 켄들의 로스 휘장에서 물려받은 것이다. |      |

## 대중문화에서

### 연극 각색
〈식스 더 뮤지컬〉은 헨리의 각 왕비들을 다룬 팝-록 뮤지컬이다. 이 쇼의 주요 주제는 여성이 자신의 이야기를 직접 전달해야 하며, 헨리와의 관계가 어떻게 끝났는지보다 그들의 이야기에 훨씬 더 많은 것이 있다는 점이다. 이 뮤지컬은 토비 말로와 루시 모스가 썼다. 2017년 에든버러에서 시작되어 2019년 1월 웨스트 엔드로 옮겨졌다. 2019년 5월, 식스는 시카고 셰익스피어 극장에서 북미 초연을 가졌다. 그리고 2020년 3월 브로드웨이로 진출했다. 뮤지컬의 구호인 "이혼★참수 라이브 콘서트!(Divorced★Beheaded LIVE in concert!)"는 왕비들의 운명을 묘사하는 운율을 암시한다.

### TV 참조
헨리 8세의 여섯 왕비는 BBC가 제작한 역사 미니시리즈로, 1970년에 처음 방영되었다. 이 시리즈는 6개의 에피소드로 구성되어 있으며, 각 에피소드는 헨리 8세 국왕의 여섯 왕비 중 한 명에게 할애되어 그들의 삶과 운명을 심층적으로 탐구한다. 미니시리즈 외에도 헨리 8세와 그의 여섯 왕비라는 제목의 영화 각색판이 1972년에 개봉되었다.
BBC One TV 시리즈 호러블 히스토리즈 시즌 1, 에피소드 2에는 "이혼, 참수, 사망" 노래와 헨리 8세가 출연하는 토크쇼 스타일의 코미디가 포함되었다.
드라마 튜더스 (2007–2010)는 헨리 8세가 아내들을 이상화하고, 가치를 떨어뜨리고, 버리는 패턴에서 대부분의 드라마를 끌어낸다.

### 음악에서
릭 웨이크먼의 솔로 앨범 The Six Wives of Henry VIII는 여섯 왕비에게서 영감을 받았다. 이 앨범에는 헨리 8세의 각 왕비의 이름을 딴 여섯 곡이 수록되어 있다. 곡 순서는 결혼 시기 순서와 일치하지 않는다.
1910년 뮤직홀 노래 "I'm Henry VIII, I Am"은 헨리라는 이름의 남편이 8명 있는 여성에 대한 이야기였다.

## 참고 문헌
- Aveling, S. T. (1890). 《Heraldry: Ancient and Modern including Boutell's Heraldry》. London: Frederick Warne and Co. ISBN 0548122040.
- Boutell, Charles (1863). 《A Manual of Heraldry, Historical and Popular》. London: Windsor And Newton. ISBN 1146289545.
- Brooke-Little, J.P., FSA (1978) [1950], 《Boutell's Heraldry》 Revis판, London: Frederick Warne LTD, ISBN 0723220964
- Cartwright, M. (2020, April 21). Anne Boleyn. World History Encyclopedia. Retrieved from https://www.worldhistory.org/Anne_Boleyn/* Cherbury, E. H. B. H. of. (1740). The Life and Reign of King Henry VIII.: Together with a General History of Those Times. Booksellers in town and country.
- Fraser, Antonia (2003). 《The Six Wives of Henry VIII》. London: Phoenix. ISBN 978-1-84212-633-2. OCLC 1245812271.
- Machyn, Henry (1968).  Nichols, John Gough, 편집. 《The Diary of Henry Machyn, Citizen and Merchant-Taylor of London, from A.D. 1550 to A.D. 1563》. Camden Society. Series I 42. New York; London: AMS Press. ISBN 978-0-548-94254-3. OCLC 664246000.
- Norton, Elizabeth (2009). 《Jane Seymour: Henry VIII's True Love》. Chalford: Amberley Publishing. ISBN 9781848681026.
- Pinces, John Harvey; Pinces, Rosemary (1974), 《The Royal Heraldry of England》, Heraldry Today, Slough, Buckinghamshire: Hollen Street Press, ISBN 090045525X
- Weir, Alison (2007) [1991]. 《The Six Wives of Henry VIII》. Vintage. ISBN 978-1-4464-4909-7. OCLC 1100698192.
- Willement, Thomas (1821), 《Regal Heraldry: the Armorial Insignia of the Kings and Queens of England, from Coeval Authorities》, London: W. Wilson